# Astragalus incertus
Astragalus incertus är en ärtväxtart som beskrevs av Carl Friedrich von Ledebour. Astragalus incertus ingår i släktet vedlar, och familjen ärtväxter. Inga underarter finns listade i Catalogue of Life.